# En l'honneur de Jupiter
Albums de AqME
Hérésie
(2008) Épithète, Dominion, Épitaphe
(2012)
En l'honneur de Jupiter est le cinquième album studio du groupe de rock alternatif français AqME, sorti en 2009.

Il s'agit du premier album avec Julien Hekking à la guitare, à la suite du départ de Benjamin Rubin.

## Liste des titres
1. Tout le monde est malheureux - 3:46
2. Guillotine - 4:40
3. Les matamores - 3:30
4. Noël Noir - 4:40
5. Macabre moderne - 6:02
6. Le culte du rien - 3:27
7. Blasphème - 4:35
8. Stadium complex - 3:27
9. Question de violence - 3:33
10. Vivre à nouveau - 4:10
11. Le chaos - 6:30
12. Uppe på berget (« Sur la montagne » en suédois) - 3:30

DVD (édition limitée)
- Making of
- Aguiche vidéo
- Galerie de photos

## Crédits
- Thomas Thirrion — chant
- Julien Hekking — guitare
- Charlotte Poiget— basse
- Etienne Sarthou — batterie